# Tjurved

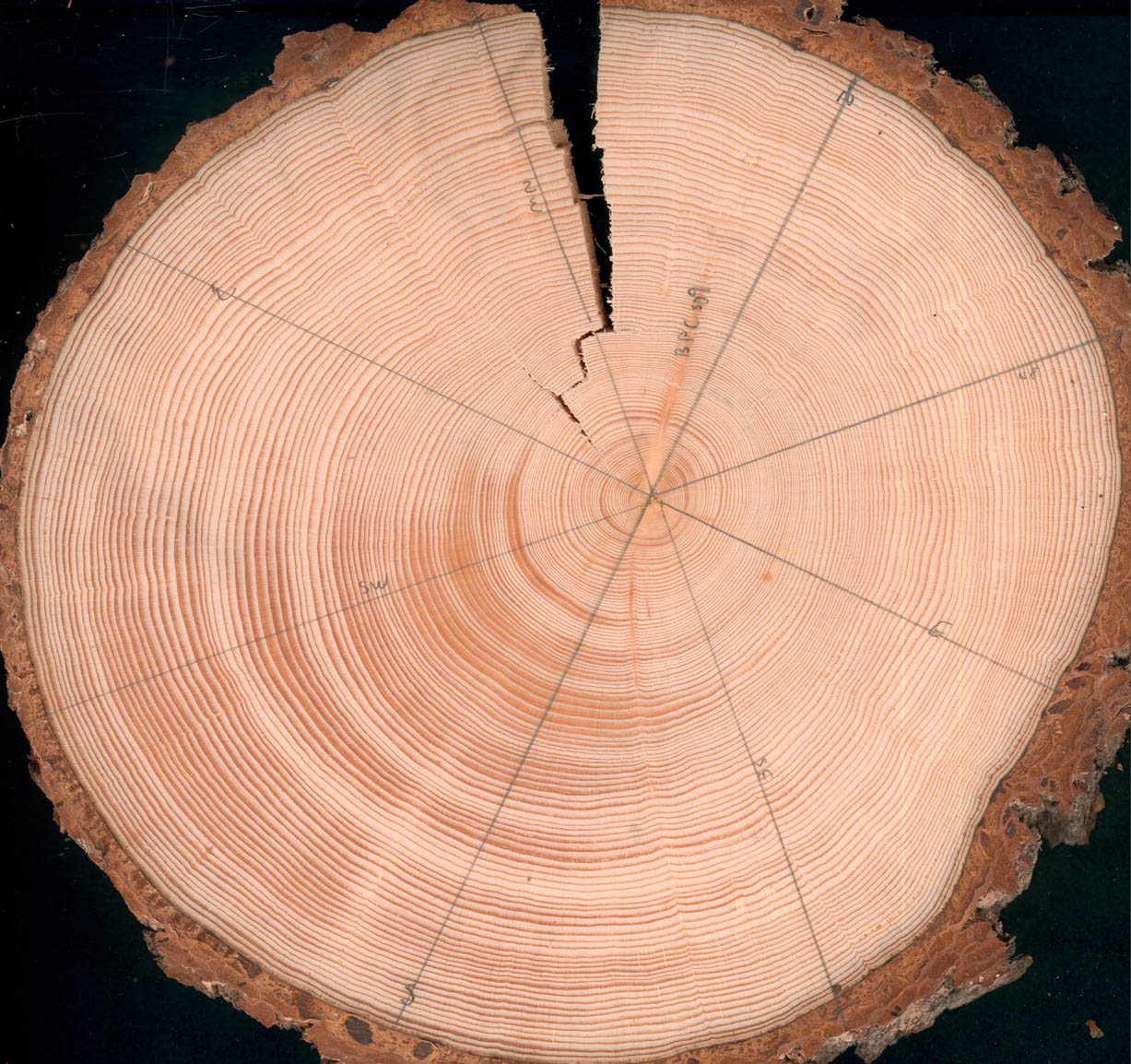
En skiva ur en gran som lutat och därför bildat tjurved (de mörkare och tjockare årsringarna i sektorn omkring "klockan 8"). Granen har vuxit på myrmark och därför haft dåligt rotfäste. Skivan är tagen nära markytan.

Tjurved eller tjur är en egenskap eller kvalitet av ved på barrträd. Tjurved har tjockväggiga celler och veden i dessa årsringar är mörkare än den normala veden. Den bildas främst på nersidan av lutande träd, som växer och strävar att komma i stående ställning igen, och i grenar. Varaktigt tryck är en förutsättning för tjurvedsbildning. Formvuxet trä av tjurvedskvalité hittas i många äldre snickerier, skidor, båtstävar, ackjestävar, vävstolar etc.